# عشق و هیپ هاپ: نیویورک
عشق و هیپ‌هاپ:نیویورک (به انگلیسی: Love & Hip Hop: New York) (که عموماً با نام عشق و هیپ‌هاپ شناخته می‌شود) یک سریال واقع‌نما آمریکایی است که از شبکهٔ وی‌اچ‌وان پخش می‌شود. این سریال که فصل هشتم آن نیز پخش شده، در تاریخ ۶ مارس ۲۰۱۱ اولین قسمت از این سریال پخش شد.

## داستان
داستان فیلم در مورد تعدادی خواننده سبک هیپ‌هاپ ساکن نیویورک و حومهٔ نیویورک است که بیانگر روزمرگی‌های آن‌هاست.

## ستارگان
- اولیویا
- کی میشل
- کاردی بی
- ریمای ما
- فلیسیا پریسون
- رشیده علی
- اریکا منا